# Коронавірусна хвороба 2019 у ЦАР
Коронаві́русна хворо́ба 2019 у ЦАР — розповсюдження пандемії коронавірусу територією Центральноафриканської Республіки.
Перший випадок появи коронавірусної хвороби було виявлено на території ЦАР 14 березня 2020 року.
Станом на 26 березня 2020 року, зафіксовано три випадки захворювання.

## Хронологія
14 березня 2020 року у ЦАР було оголошено про перший випадок захворювання, інфікованим виявився 74-річний італієць, котрий 7 березня прилетів до Центральноафриканської Республіки з Мілану (Італія), перші симптоми захворювання у нього з'явилися 8 березня, але органи охорони здоров'я були повідомлені про його випадок лише 13 березня.